# Железнодорожная улица (Озерки)
Железнодоро́жная улица — меридиональная улица в Приморском районе Санкт-Петербурга. Проходит от Озерковского проспекта до Большой Десятинной улицы в историческом районе Озерки. На север от Озерковского проспекта переходит в Новоорловскую улицу. Параллельна линии Финляндской железной дороги. Нечётные дома находятся восточнее железнодорожной линии, в Выборгском районе.

## История
Название улицы известно с 1880-х годов. Оно связано с Финляндской железной дорогой, вдоль которой проходит улица.

## Пересечения
С севера на юг (по увеличению нумерации домов) Железнодорожную улицу пересекают следующие улицы:
- Озерковский проспект и продолжение Приморской улицы — пересечение с переходом Железнодорожной улицы в Новоорловскую улицу;
- Малая Десятинная улица — примыкание;
- Елисеевская улица — примыкание;
- Большая Десятинная улица — Железнодорожная улица примыкает к ней.

## Транспорт
Ближайшая станция метро — «Озерки» Московско-Петроградской линии (около 1,05 км по прямой от конца улицы).
Движение наземного общественного транспорта по улице отсутствует.
Вдоль Железнодорожной улицы располагается железнодорожная платформа Озерки.